# Komunikacja techniczna
Komunikacja techniczna – dziedzina zajmująca się przekazywaniem informacji naukowych lub informacji technicznych. Osoby z różnymi kwalifikacjami zawodowymi mogą angażować się w komunikację techniczną. Niektóre z nich są delegowane do tej roli i nazywa się ich autorami technicznymi. Specjaliści ci używają zestawu metod do badania, dokumentowania i prezentowania procesów lub produktów technicznych. Osoby odpowiedzialne za komunikację techniczną mogą umieszczać pozyskane informacje zarówno w dokumentach papierowych, na stronach internetowych, w szkoleniach komputerowych, zapisanym cyfrowo tekście, dźwięku, wideo, jak i w innych mediach. Organizacje zajmujące się rozwojem i standaryzacją tej dziedziny traktują ją jak każdą inną formę komunikacji. Koncentruje się ona jednak na tematach technicznych lub specjalistycznych i komunikuje się za pomocą technologii lub dostarcza instrukcji, jak coś zrobić. W skrócie definiuje się komunikację techniczną jako komunikację rzeczową, zwykle dotyczącą produktów i usług. ITCQF definiuje komunikację techniczną jako „zbiór wielu dyscyplin przenikających się wzajemnie, których celem jest efektywne przekazanie specyficznych informacji osobom, chcącym osiągnąć konkretny efekt swojego działania”.
Niezależnie od definicji komunikacji technicznej, nadrzędnym celem tej praktyki jest tworzenie łatwo dostępnych informacji dopasowanych do określonej grupy odbiorców.